# VI wiek p.n.e.
VI wiek p.n.e.

VIII wiek p.n.e. VII wiek p.n.e. VI wiek p.n.e. V wiek p.n.e. IV wiek p.n.e.

## Urodzili się
- około 599 p.n.e. – Wardhamana Mahawira, indyjski filozof, twórca dźinizmu (data sporna lub przybliżona)
- około 563 p.n.e. – Siddhartha Gautama zwany Buddą (data sporna lub przybliżona)
- 551 p.n.e. – Konfucjusz, filozof chiński
- około 540 p.n.e. – Heraklit, filozof grecki
- 525 p.n.e. – Ajschylos, dramaturg grecki

## Zmarli
- około 600 p.n.e. – Safona, poetka grecka
- 585 p.n.e. – Periander, tyran Koryntu
- 583 p.n.e. – Zoroaster, perski prorok, twórca zaratusztrianizmu (data tradycyjna)
- 580 p.n.e. – Alkajos, poeta grecki
- 562 p.n.e. – Nabuchodonozor II, władca Babilonu
- około 560 p.n.e. – Solon, ateński prawodawca
- około 550 p.n.e. – grecki bajkopisarz Ezop
- około 546 p.n.e.
  - Tales z Miletu, filozof grecki (data sporna lub przybliżona)
  - Krezus, władca Lidii
  - Anaksymander, filozof grecki
- około 529 p.n.e. – Cyrus II Wielki, król Persów
- 528/527 p.n.e. – Pizystrat, ateński tyran
- około 527 p.n.e. – Wardhamana Mahawira, indyjski filozof, twórca dźinizmu (data sporna lub przybliżona)

## Wydarzenia w Europie
- około 600 p.n.e.
  - Tales z Miletu stworzył podstawy nauki i filozofii europejskiej
  - Grecy założyli kolonie na Ukrainie, na Krymie, a Fokajczycy na południu Francji (dziś Marsylia)
  - powstała liga etruska
  - w budownictwie marmur zaczął zastępować drewno (Grecja)
  - rozwój winnic i gajów oliwnych w Attyce (Grecja)
  - handel fenicki z Italią w całości przejęli koloniści feniccy w Kartaginie
  - Dorowie zaczęli kolonizować północne Wyspy Jońskie (m.in. Korfu)
- 594 p.n.e. – reformy Solona w Atenach
- 582 p.n.e. – odbyły się pierwsze igrzyska pytyjskie
- około 575 p.n.e. – urbanizacja Rzymu
- 573 p.n.e. – odbyły się pierwsze panhelleńskie igrzyska nemejskie
- około 570 p.n.e. – w malarstwie wazowym pojawiła się ceramika czarnofigurowa (Grecja)
- 561 p.n.e. – początek okresu tyranii Pizystratydów (Ateny)
- około 560 p.n.e.
  - Sparta rozpoczyna organizowanie Związku Peloponeskiego
  - Fokajczycy założyli pierwsze osiedle na Korsyce (Alalia)
- około 550 p.n.e.
  - Tespis napisał pierwsze sztuki dramatyczne
  - początki kulturowej izolacji Sparty
- 550 p.n.e. – Etruskowie opanowali dolinę Padu
- około 545 p.n.e. – pierwszy mur obronny wokół Aten (długość: ponad 6 km)
- około 543 p.n.e. – Tespis wprowadza aktora do przedstawienia teatralnego (Grecja)
- 535 p.n.e. – floty etruska i kartagińska pokonały Greków (Fokajczyków) pod Alalią (Korsyka)
- 524 p.n.e. – Etruskowie zaatakowali niezależną grecką kolonię Kume (odparci przez Arystodemosa)
- 520 p.n.e. – od LXV starożytnych igrzysk olimpijskich rozgrywano hoplites – bieg w uzbrojeniu na dystansie 2 stadionów (384,54 m)
- około 520 p.n.e. – Alkmeon z Krotonu dokonał pierwszej sekcji zwłok
- 513 p.n.e. – najazd władcy Persji Dariusza na Bałkany
- 512 p.n.e. – najazd króla perskiego Dariusza na Trację spowodował narzucenie zwierzchności tej krainie
- 511 p.n.e. – zburzenie kolonii greckiej Sybaris w Italii przez Krotończyków
- 510 p.n.e. – Sparta wsparła obalenie tyranii w Atenach
- 509 p.n.e.
  - po usunięciu etruskiego króla Tarkwiniusza Pysznego (510 p.n.e.), Rzym stał się republiką (ustanowienie 2 konsulów o rocznej kadencji)
  - Rzym zawarł pierwszy traktat handlowy z Kartaginą
- 508 p.n.e.
  - etruski król Porsenna zwyciężony przez Rzymian (udaremniona próba przywrócenia królestwa) – początki republiki
  - wprowadzenie monopolu państwa na handel solą (Rzym)
  - poświęcenie (dedykowanie) świątyni Jupitera na Kapitolu (Rzym)
- 508/507 p.n.e. – początek demokracji w Atenach – reformy Kleistenesa
- 504 p.n.e. lub 506 p.n.e. – bitwa pod Arycją (Porsenna przeciwko Związkowi Latyńskiemu)
- 501 p.n.e. – powołanie pierwszego dyktatora w Rzymie

## Wydarzenia w Azji
- około 600 p.n.e.
  - zniszczenie państwa Urartu przez plemiona Kimmerów, Scytów i Medów
  - Zaratusztra stworzył nową religię – zaratusztrianizm
  - w Chinach pojawił się taoizm; początek epoki żelaza; ludność: 25 mln mieszkańców
  - wprowadzono przymusową izolację chorych na trąd (Persja)
  - Chersifron z Knossos budował w Efezie świątynię Artemidy
- około 596 p.n.e. – Nabuchodonozor II zdobył Jerozolimę po raz pierwszy
- około 586 p.n.e. – Nabuchodonozor II podbił Fenicję, Judę i zniszczył powtórnie Jerozolimę, początek niewoli babilońskiej Żydów
- 586 p.n.e. – 573 p.n.e. – babilońskie oblężenie Tyru (miasto nie zostało zdobyte, lecz król Tyru – Itobaal III uznał władzę zwierzchnią Nabuchodonozora II)
- 560 p.n.e. – Lidyjczycy podbili Jonię
- około 560 p.n.e. – wystąpienie Zaratusztry
- 555 p.n.e. – wybuch powstania Persów przeciwko Medom
- 550 p.n.e. – założenie imperium perskiego przez Cyrusa II Wielkiego
- 547 p.n.e. – 546 p.n.e. – Persowie podbili Lidię, Armenię i Kapadocję
- 546 p.n.e. – 540 p.n.e. – wojska perskie opanowały zamieszkaną przez Greków Jonię
- około 540 p.n.e.
  - dominującą pozycję w Indiach zajmuje królestwo Magadha
  - pierwsze publiczne wystąpienie Buddy
- 539 p.n.e. – 538 p.n.e. – Persowie zniszczyli państwo babilońskie (zwycięstwo w bitwie pod Opis), cała Fenicja i Palestyna przeszły pod panowanie perskie, Żydzi wracają do Judy (pozwolono im odbudować Świątynię Jerozolimską)
- 529 p.n.e. – Scytowie znad rzeki Amu-daria pokonali wojska perskie Cyrusa II Wielkiego (Cyrus zginął w czasie bitwy)
- 521 p.n.e. – początek panowania Dariusza I (Persja)
- około 520 p.n.e. – na terenie Gazy powstają kolonie greckie
- około 518 p.n.e. – Persowie zdobyli dolinę Indusu
- 516 p.n.e. – zakończenie budowy Drugiej Świątyni w Jerozolimie

## Wydarzenia w Afryce
- około 600 p.n.e.
  - obróbka żelaza znana w regionie Nok w Nigerii
  - prawdopodobna wyprawa Fenicjan wokół Afryki
- około 590 p.n.e. – założenie nubijskiej stolicy w Meroe
- około 530 p.n.e. – powstanie państwa Meroe (Egipt, VI katarakta)
- 525 p.n.e. – armia perska pod wodzą króla Kambyzesa podbiła Egipt

## Wydarzenia w Ameryce
- około 600 p.n.e.
  - budowa pierwszych świątyń-piramid Majów
  - rozwój kultury Paracas

## Więcej wydarzeń w artykułach dotyczących poszczególnych lat
600 p.n.e. 599 p.n.e. 598 p.n.e. 597 p.n.e. 596 p.n.e. 595 p.n.e. 594 p.n.e. 593 p.n.e. 592 p.n.e. 591 p.n.e.
 590 p.n.e. 589 p.n.e. 588 p.n.e. 587 p.n.e. 586 p.n.e. 585 p.n.e. 584 p.n.e. 583 p.n.e. 582 p.n.e. 581 p.n.e.
 580 p.n.e. 579 p.n.e. 578 p.n.e. 577 p.n.e. 576 p.n.e. 575 p.n.e. 574 p.n.e. 573 p.n.e. 572 p.n.e. 571 p.n.e.
 570 p.n.e. 569 p.n.e. 568 p.n.e. 567 p.n.e. 566 p.n.e. 565 p.n.e. 564 p.n.e. 563 p.n.e. 562 p.n.e. 561 p.n.e.
 560 p.n.e. 559 p.n.e. 558 p.n.e. 557 p.n.e. 556 p.n.e. 555 p.n.e. 554 p.n.e. 553 p.n.e. 552 p.n.e. 551 p.n.e. 
 550 p.n.e. 549 p.n.e. 548 p.n.e. 547 p.n.e. 546 p.n.e. 545 p.n.e. 544 p.n.e. 543 p.n.e. 542 p.n.e. 541 p.n.e.
 540 p.n.e. 539 p.n.e. 538 p.n.e. 537 p.n.e. 536 p.n.e. 535 p.n.e. 534 p.n.e. 533 p.n.e. 532 p.n.e. 531 p.n.e.
 530 p.n.e. 529 p.n.e. 528 p.n.e. 527 p.n.e. 526 p.n.e. 525 p.n.e. 524 p.n.e. 523 p.n.e. 522 p.n.e. 521 p.n.e.
 520 p.n.e. 519 p.n.e. 518 p.n.e. 517 p.n.e. 516 p.n.e. 515 p.n.e. 514 p.n.e. 513 p.n.e. 512 p.n.e. 511 p.n.e.
 510 p.n.e. 509 p.n.e. 508 p.n.e. 507 p.n.e. 506 p.n.e. 505 p.n.e. 504 p.n.e. 503 p.n.e. 502 p.n.e. 501 p.n.e.